# Defacto
Pour la locution latine, voir de facto.
Defacto, ou Établissement public de gestion du quartier d'affaires de La Défense, est un établissement public à caractère industriel et commercial créé en 2009 avec pour mission d'exploiter le site de La Défense pour le compte de l'État et des collectivités locales concernées. Le territoire couvert par Defacto est une opération d'intérêt national couvrant une partie du territoire des communes de Puteaux et Courbevoie, à l'ouest de Paris, dans le département des Hauts-de-Seine. Situé dans le prolongement de l'axe historique, ce quartier de 160 hectares est aujourd'hui un centre économique d'envergure internationale.
Defacto a disparu le 1er janvier 2018 avec la création de l'Établissement public Paris La Défense.

## Missions
Defacto assure des missions d'exploitation, de promotion et d'animation, afin que l'établissement public pour l'aménagement de la région de La Défense (EPAD), existant depuis 1958, se concentre sur son rôle d'aménageur.
Defacto est propriétaire des espaces publics du quartier de La Défense. Afin que l'Epadesa puisse réaliser des travaux d'aménagement, Defacto transfère provisoirement la propriété de certains périmètres à l'Epadesa, au fur et à mesure des opérations. Defacto retrouve ensuite la propriété des espaces nouvellement aménagés afin d'en assurer l'exploitation.
Defacto est organisé en directions : Direction des Espaces Publics et Infrastructures (DEPI), Direction du Service aux Entreprises et à l'Animation du Territoire (DSEAT), Direction de la Sécurité et de la Sûreté (D2S), Direction de la Communication (DCOM), Direction des Ressources Humaines (DRH), Direction de la Stratégie et du Développement (DSD) et Direction Administrative, Financière et Juridique (DAFJ).

## Organisation
Defacto est dirigé par un conseil d'administration qui comprend des représentants des collectivités locales. Son président de 2009 à 2020 est Patrick Devedjian, président du conseil général des Hauts-de-Seine.
En 2020, à la suite de la mort de Patrick Devedjian du COVID-19, c'est Georges Siffredi qui lui succède à la tête de l'établissement et du conseil général.
La fonction de directeur général a été exercée par Katayoune Panahi, Ingénieur en chef des Ponts et Chaussées, de février 2010 au 30 septembre 2013, puis par intérim par Laurent Roques. En février 2014, Marie-Célie Guillaume, auteur de Le Monarque, son fils, son fief, est nommée à son tour à ce poste de directrice générale de Defacto,,,.
Le siège de Defacto est situé aux vingt-sixième et vingt-septième étages de la Tour Manhattan du quartier de La Défense. Les équipes techniques de l'établissement se trouvent sous l'esplanade de La Défense, au niveau de la place des Reflets.

## Historique
Dans le cadre du plan de renouveau de La Défense annoncé en 2006, il a été décidé de doter le quartier d'affaires d'une nouvelle gouvernance. L'établissement public de gestion du quartier d'affaires de la Défense (EPGD) a été créé par une loi du 27 février 2007, organisé par un décret du 29 novembre 2007 et est entré en fonction le 1er janvier 2009 avec le transfert d'une partie des équipes de l'EPAD (communication, évènementiel, exploitation) vers l'EPGD.
En janvier 2010, pour plus de lisibilité auprès du public, l'EPGD adopte une nouvelle dénomination commerciale et devient Defacto, acronyme de La Défense et du mot action.
En mai 2016, la constitution au 1er janvier suivant d'un nouvel établissement public local destiné à remplacer l'EPADESA et Defacto est annoncée par Matignon, transférant vers les collectivités locales le pilotage et le financement de la gestion et de l'aménagement de la zone. La mise en œuvre de cette fusion et de la dévolution de la gestion au bénéfice des collectivités prend toutefois du retard, imputé, selon la directrice générale de Defacto, au blocage du ministère des Finances. La création de l’Établissement public Paris-La Défense est finalement prévue au 1er janvier 2018,.

### Identité visuelle

Logo de l'EPGD de janvier 2009 à janvier 2010
Logo de Defacto depuis janvier 2010

## Projets
En mai 2009, l'EPGD annonce la mise en place d'une nouvelle signalétique dans le quartier d'affaires. L'ancien système d'orientation avec la division de La Défense en 12 secteurs numérotés était devenu obsolète. Le nouveau système prévoit la division du site en quatre secteurs qui auront chacun une couleur permettant de les identifier simplement. Le dispositif a été mis en place progressivement à partir de la rentrée 2010.
Defacto a lancé une réflexion concernant la circulation des vélos sur la dalle de La Défense, pratique interdite. Defacto réfléchit également à la mise en place d'un nouveau mobilier urbain pour le quartier d'affaires avec le lancement en mars 2011 de Forme Publique, la première biennale de création de mobilier urbain de La Défense.
En 2011, Defacto a initié un plan guide en collaboration avec les différents acteurs du site. Livré début 2013, cet outil a vocation à repenser l’espace public du quartier dans toutes ses composantes : espaces verts, déplacements, volumes souterrains, information…  L'objectif est qu'il serve de référence pour les constructions à venir et pour les décisions de gestion et d’aménagement qui seront prises. Il s’agit d’une vision globale pour le quartier.